# Список дипломатических миссий Албании

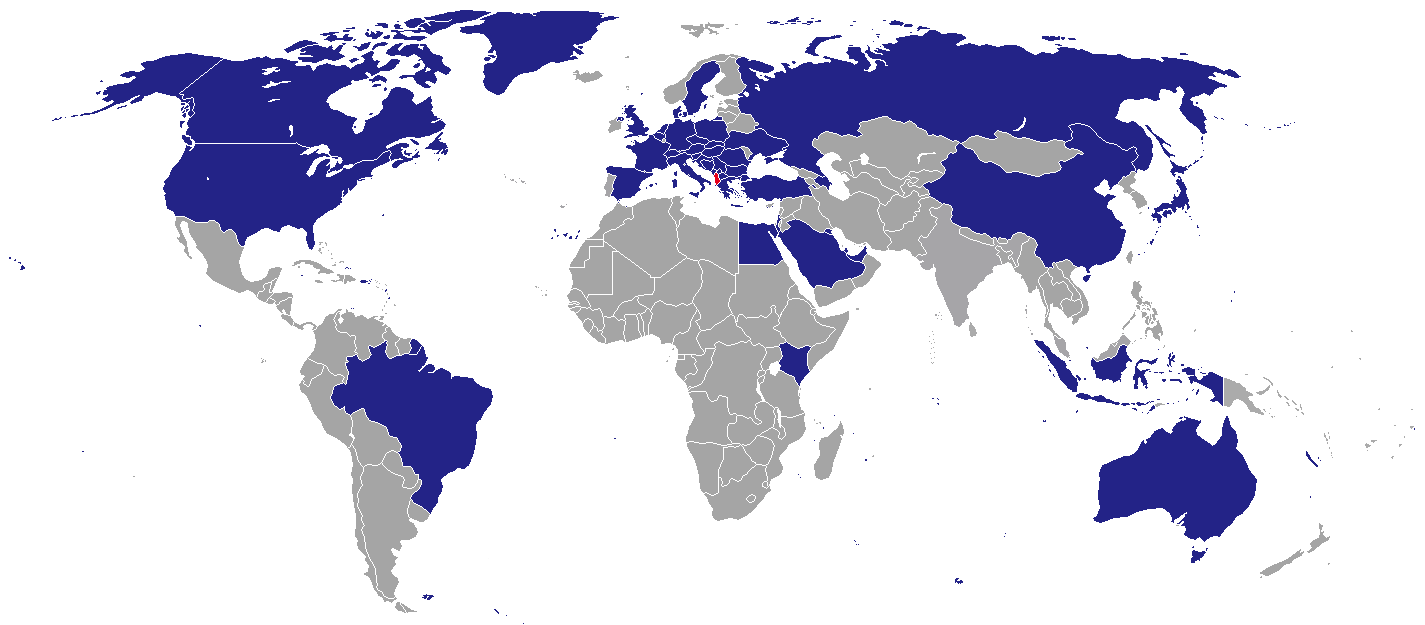

Список дипломатических миссий Албании — в настоящее время Албания имеет дипломатические представительства в 43 государствах и при 6 международных организациях.

## Европа
- Австрия, Вена (посольство)
- Бельгия, Брюссель (посольство)
- Босния и Герцоговина, Сараево (посольство)
- Болгария, София (посольство)
- Хорватия, Загреб (посольство)
- Чехия, Прага (посольство)
- Дания, Копенгаген (посольство)
- Франция, Париж (посольство)
- Германия, Берлин (посольство)
- Греция, Афины (посольство)
  - Янина (генеральное консульство)
  - Салоники (генеральное консульство)
- Ватикан, Рим (посольство)
- Венгрия, Будапешт (посольство)
- Италия, Рим (посольство)
  - Бари (генеральное консульство)
  - Милан (генеральное консульство)
- Косова, Приштина (посольство)
- Македония, Скопье (посольство)
- Черногория, Подгорица (посольство)
- Нидерланды, Гаага (посольство)
- Польша, Варшава (посольство)
- Португалия, Лиссабон (посольство)
- Румыния, Бухарест (посольство)
- Россия, Москва (посольство)
  - Махачкала (генеральное консульство)
- Сербия, Белград (посольство)
- Словакия, Братислава (посольство)
- Словения, Любляна (посольство)
- Испания, Мадрид (посольство)
- Швеция, Стокгольм (посольство)
- Швейцария, Берн (посольство)
- Великобритания, Лондон (посольство)

## Северная Америка
- Канада, Оттава (посольство)
- США, Вашингтон (посольство)
  - Нью-Йорк (генеральное консульство)

## Южная Америка
- Аргентина, Буэнос-Айрес (посольство)
- Бразилия, Бразилиа (посольство)

## Азия
- Китай, Пекин (посольство)
- Индия, Нью-Дели (посольство)
- Израиль, Тель-Авив (посольство)
- Япония, Токио (посольство)
- Кувейт, Эль-Кувейт (посольство)
- Малайзия, Куала-Лумпур (посольство)
- Катар, Доха (посольство)
- Саудовская Аравия, Эр-Рияд (посольство)
- Турция, Анкара (посольство)
  - Стамбул (генеральное консульство)
- ОАЭ, Абу-Даби (посольство)

## Африка
- Египет, Каир (посольство)

## Международные организации
- Брюссель (постоянная миссия при НАТО)
- Джидда (постоянная миссия при ОИК)
- Нью-Йорк (постоянная миссия при ООН)
- Париж (постоянная миссия при ЮНЕСКО)
- Страсбург (постоянная миссия при Совете Европы)
- Вена (постоянная миссия при ООН/ОБСЕ)